# Xeneura picata
Xeneura picata är en tvåvingeart som först beskrevs av Frederick Wollaston Hutton 1902.  Xeneura picata ingår i släktet Xeneura och familjen myllflugor. Inga underarter finns listade i Catalogue of Life.